# くれなゐ (渡辺淳一)
『くれなゐ』は、渡辺淳一の小説。1975年9月25日から1976年9月25日の1年間、「北海道新聞」・「中日新聞」・「東京新聞」・「西日本新聞」の4紙にて連載された。病気で子宮を喪ってしまった冬子を主人公に、女性としての生き方、不倫の恋の行方を描く。
当項目では、同作を原作としたテレビドラマについても記述する。

## テレビドラマ

### 毎日放送版
1984年1月6日から4月6日まで、TBS系列で毎週月曜から金曜の13:30 - 13:45（JST）に放映。制作は毎日放送。

#### 出演
- 中島ゆたか
- 天田俊明
- 北詰友樹
- 真山知子
- 頭師孝雄
- 風見章子
- 山口朱美
- 須永克彦
- 中西喜美恵

#### スタッフ
- 脚本：綾部伴子
- 演出：伊東雄三
- 音楽：中川昌

### 読売テレビ版
1998年4月13日から6月22日まで、日本テレビ系列で毎週月曜22:00 - 22:54（JST）に放映。制作は読売テレビ。

#### 出演
- 木之内冬子：川島なお美
- 貴志祐一郎：内藤剛志
- 貴志かおり：酒井美紀
- 船津海介：沢村一樹
- 木之内智彦：宮下直紀
- 木田英利：村田雄浩
- 里村真紀：田村英里子
- 貴志悟：塚本高史
- 田口浩正
- 紅萬子
- 中島宏海
- 久本雅美
- 原田大二郎
- 升毅
- 中山麻子：余貴美子
- 中山士朗：みのもんた
- 貴志尚子：小柳ルミ子

#### 音楽
- 主題歌：sarah「くれない」
- エンディング：川島なお美「薔薇の花みだら」

#### スタッフ
- 演出：小田切正明、田中大輔
- チーフプロデューサー：岡本俊次
- プロデューサー：大森美孝
- 原作：渡辺淳一
- 脚本：那須真知子
- 音楽：岩間南平
- 制作協力：日本テレビエンタープライズ
- 制作著作：よみうりテレビ

## サブタイトル
| 第1話                                                      | 愛人生活           | 16.1% |
| 第2話                                                      | 古都情炎           |       |
| 第3話                                                      | 子宮喪失           | 12.0% |
| 第4話                                                      | 不感の女           | 13.0% |
| 第5話                                                      | 女と女禁断の愛     | 12.7% |
| 第6話                                                      | 上高地燃える究極愛 | 12.6% |
| 第7話                                                      | その愛許さない!    | 11.1% |
| 第8話                                                      | 妻の愛人、挑戦の時 | 12.6% |
| 第9話                                                      | 引き裂かれた離婚届 | 11.5% |
| 第10話                                                     | 雨の箱根、紅心中!  | 10.4% |
| 最終話                                                     | 命の愛は何処へ!    | 12.3% |
| 平均視聴率 12.6%（視聴率は関東地区・ビデオリサーチ社調べ） |                    |       |

### エピソード
川島なお美演じる主人公、冬子の職業が帽子デザイナーであり、彼女がデザインした帽子を、小柳ルミ子演じる祐一郎の妻、尚子が嫉妬の念からハサミでズタズタに切り裂くシーンがあるが、その帽子は、祐一郎役の内藤剛志の夫人（演技上ではなく実生活での夫人。帽子デザイナー）がデザインした帽子であり、内藤も、「芝居とはいえ、複雑な心境です」と語っていた。

## 関連商品
- くれなゐ Vol.1～Vol.4（バップ） 1999年4月5日発売 VHSの単品商品。